# Michel Rivard (homme politique)
Pour les articles homonymes, voir Michel Rivard (homonymie).
Michel Rivard, né le 7 août 1941 à Montmorency, est un administrateur et homme politique québécois. Il a été député de la circonscription de Limoilou à l'Assemblée nationale du Québec de 1994 à 1998. Il est membre du Sénat du Canada de 2009 à 2016.

## Biographie
Il est le fils de Joseph Rivard, homme d'affaires, et de Georgette Gingras, coiffeuse.  Il a obtenu un certificat en sciences de l'administration de l'Université Laval.  Il est administrateur, de 1974 à 1979, puis président, en 1979 et 1980, de la Corporation des maîtres entrepreneurs en réfrigération du Québec.

### Politique municipale
De 1980 à 1984, il est maire de la ville de Beauport.  De 1980 à 1994, il est membre du conseil et du comité exécutif de la Communauté urbaine de Québec.  De 1982 à 1994, il est commissaire de la Commission de transport de la CUQ.  De 1985 à 1988, il est directeur de la Fédération canadienne des municipalités.

### Politique provinciale
Lors de l'élection générale québécoise de 1994, il est élu député de la circonscription de Limoilou à l'Assemblée nationale, comme candidat du Parti québécois.  Il est délégué régional de la région de Québec de 1994 à 1996 dans le cabinet Parizeau et adjoint parlementaire du ministre responsable de la région de Québec de 1996 à 1998. Lors de l'élection générale de 1998, il se représente et est défait par le candidat du Parti libéral, Michel Després.
De 1998 à 2006, il est président-directeur général de Bon-Air réfrigération.

### Politique fédérale
Lors de l'élection fédérale canadienne du 27 novembre 2000, il se présente comme candidat de l'Alliance canadienne dans la circonscription de Québec et il est défait par la députée Christiane Gagnon du Bloc québécois. De 2000 à 2003, il est organisateur régional de l'Alliance canadienne, puis, à partir de 2004, du Parti conservateur du Canada. Le 22 décembre 2008, il est nommé sénateur de la division Les Laurentides par le premier ministre Stephen Harper.  Il entre en fonction le 2 janvier 2009 et il siège comme sénateur du Parti conservateur. Il démissionne du caucus conservateur et siège comme indépendant le 8 mars 2016.